# ニュー・タイムズ (ルワンダ)
ニュー・タイムズ（The New Times）は、ルワンダの英語新聞。ジェノサイド直後の1995年に発行が開始された。かつてはルワンダ語版も週刊で発行していた。
ニュー・タイムズは首都キガリで月曜日から土曜日まで発行され、日曜日には姉妹紙のサンデイ・タイムズが発行される。また2006年からはオンライン版も発行されている。また同氏はルワンダでおこる出来事について楽観的な記事を掲載すると評されている。
2009年5月には社説にてヒューマン・ライツ・ウォッチ（HRW）を批判し、同NGOが「1994年のジェノサイドを否定する人々を神聖化している」と述べた。これに対してHRWも反論記事を作成し、同紙を「政府が所有する新聞社」と批判した。大統領のポール・カガメもかつて同紙が自分に対して従属的すぎると述べ、アーガー・ハーンに対して別の新聞を創刊してもらえるよう依頼したことがある。